# 伯顏忽都 (元順帝皇后)
伯颜忽都（1324年—1365年9月7日），弘吉剌氏，元惠宗（元顺帝）第二任皇后，宣慈惠圣皇后真哥的侄子毓德王孛罗帖木兒之女。

## 生平
元统三年（1335年），皇后答纳失里的兄長唐其勢谋反，皇后答纳失里也被毒死。至元三年（1337年）三月，元惠宗册封伯颜忽都为皇后，册文是：

帝王之道，齐其家而天下平；风教所基，正乎位而人伦厚。爰择配以承宗事，若稽古以率典常。咨尔弘吉剌氏，淑哲温恭，齐庄贞一。属选贤于中壸，躬受命于慈闱。勖帅来嫔，蹈榘仪之有度；动容中礼，谨夙夜以无违。兹表式于宫庭，宜推崇其位号。乃蠲吉旦，庸举彝章，遣摄太尉某持节授以玉册宝章，命尔为皇后。於戏！乾施坤承，克顺成于四序；日明月俪，久照临于万方。朕欲跻世于乂安，尔其助予之德化，共御亨嘉之运，益延昌炽之期。勉尔徽音，聿修内治。

伯颜忽都生皇子真金，二岁夭折。伯颜忽都性情节俭，不妒忌，动不动就以礼法自持。本来元惠宗打算立他一向宠爱的高丽人奇氏为皇后，只是丞相伯颜硬行劝阻，元惠宗只好立了伯颜忽都为皇后（伯颜忽都跟伯颜并无特殊关系）。奇氏居兴圣西宫，元惠宗很少去皇后的东内，奇氏生下一个儿子，取名叫爱猷识理达腊，更加赢得了元惠宗的欢心，1340年，元惠宗册立奇氏为第二皇后。
一次伯颜忽都跟从元惠宗巡上京，走到中道，元惠宗遣宦官传旨，欲临幸皇后，皇后推辞：“暮夜非至尊往来之时。”宦官多次往复传达，皇后竟拒之不纳，元惠宗更加尊重她。元惠宗问皇后：“中政院所支钱粮，皆传汝旨，汝还记之否？”皇后回答：“妾当用则支。关防出入，必己选人司之，妾岂能尽记耶？”伯颜忽都居坤德殿，终日端坐，未尝随便出门。至正二十五年八月二十一丁未日（1365年9月7日），伯颜忽都皇后驾崩，享年42岁。奇皇后见其所遗衣服弊曰：“正宫皇后，何至服此等衣耶！”一个月后，皇太子爱猷识理达腊从冀宁回京，奇皇后哭得很悲痛。

## 相關影視作品

### 電視劇
| 年份 | 電視台 | 劇名   | 演員   | 剧中姓名 | 劇中稱謂 |
| 2013 | MBC    | 奇皇后 | 林珠銀 | 伯顏忽都 |          |

## 延伸阅读
[在维基数据编辑]
 《新元史/卷104》，出自柯劭忞《新元史》